# Semiothisa albivia
Semiothisa albivia là một loài bướm đêm trong họ Geometridae.